# Krestovski stadion
Krestovski stadion, zaradi pokroviteljskih razlogov tudi Gazprom Arena (rusko «Газпром Арена»), je stadion z zložljivo streho in zložljivim igriščem na zahodnem delu otoka Krestovski v Sankt Peterburgu v Rusiji, ki je domači stadion NK Zenit. Stadion je bil odprt leta 2017 za FIFA Pokal konfederacij 2017.
Med velikimi mednarodnimi tekmovanji se stadion imenuje Sanktpeterburški stadion, tako med Pokalom konfederacij 2017, svetovnim prvenstvom v nogometu 2018 in Evropskim prvenstvom v nogometu 2021. Gostiti bi moral finale Lige prvakov 2022, vendar je bila tekma zaradi rusko-ukrajinske vojne premaknjena ven iz Rusije na Stade de France v Saint-Denisu, predmestju Pariza.

## Zgodovina
Stadion je bil zgrajen kot eno od prizorišč za svetovno prvenstvo v nogometu 2018. Na tekmovanju med arhitekturnimi projekti je zmagala »Vesoljska ladja« Kiša Kirokave. Načrt stadiona je predelana in povečana različica Stadiona Toyota v mestu Toyota na Japonskem, ki ga je tudi oblikoval Kurokava. Stadion je bil zgrajen na mestu prejšnjega Stadiona Kirov, ki je bil porušen. Kapaciteta 56.196 sedežev je bila za svetovno prvenstvo povečana na 68.000. Ima tudi 104 luksuzno oblikovanih sedišč.
Načrtovanje stadiona se je začelo leta 2005. Prva gradbena dela so se začela konec leta 2008.
Januarja 2009 je St. Peterburg Times poročal, da projekt zdaj financira mestna vlada, Gazprom pa bo gradil ločen projekt nebotičnika. Mestna uprava je morala vskočiti potem ko je Gazprom zavrnil investiranje nadaljnjih sredstev v gradnjo stadiona. Preden je bil stadion oktobra 2015 poimenovan Sanktpeterburški stadion, je bil znan kot Zenit Arena, Gazprom Arena in Piter Arena.